# Elżbieta Hibner
Elżbieta Hibner (ur. 12 października 1950 w Łodzi) – polska polityk, urzędniczka państwowa i samorządowa, wiceprezydent Łodzi (1990–1996), wiceminister zdrowia (2000), wiceminister finansów (2000–2001),  członek zarządu województwa łódzkiego (2006–2010)

## Życiorys
Ukończyła studia na Politechnice Łódzkiej, w 1981 obroniła doktorat z zakresu nauk technicznych w Instytucie Elektroenergetyki PŁ. Od 1973 do 1989 pracowała jako asystent, następnie starszy asystent i adiunkt w tej jednostce.
W latach 1990–1996 pełniła funkcję zastępcy prezydenta Łodzi (m.in. z ramienia Ruchu dla Rzeczypospolitej). Od 1997 pracowała w administracji rządowej jako doradca premiera Jerzego Buzka oraz szef gabinetu politycznego ministra zdrowia. Od czerwca 2000 była podsekretarzem stanu w resorcie zdrowia, a od grudnia 2000 do sierpnia 2001 pełniła funkcję podsekretarza stanu w Ministerstwie Finansów. Zasiadała także w radzie politycznej Chrześcijańskiej Demokracji III RP. W 2001 została pełnomocnikiem rektora Wyższej Szkoły Humanistyczno-Ekonomicznej w Łodzi.
W wyborach samorządowych w 2006 z listy Platformy Obywatelskiej uzyskała mandat radnej sejmiku łódzkiego, następnie powołano ją na stanowisko członka zarządu województwa.
W 2007 była wymieniana jako kandydat na stanowisko ministra rozwoju regionalnego. W 2010 nie ubiegała się o reelekcję i zakończyła pracę w zarządzie województwa. W 2011 była niezależną kandydatką do Senatu w wyborach parlamentarnych (co skutkowało wykluczeniem z PO). W 2014 bezskutecznie kandydowała do rady Łodzi z listy komitetu Łodzianie Bez Partii, a w 2018 do sejmiku województwa z listy Bezpartyjnych Samorządowców. W 2019 współtworzyła ruch Polska Fair Play.
Była żoną Andrzeja Hibnera (zm. 2020), inżyniera i witrażysty.